# 佐世保電気
佐世保電気株式会社（させぼでんきかぶしきがいしゃ）は、大正時代に存在した日本の電力会社である。かつて九州電力送配電管内に存在した事業者の一つ。
本社は長崎県佐世保市。1912年（大正元年）に設立され、翌1913年（大正2年）には九州電灯鉄道（後の東邦電力）に合併されて消滅した。会社自体はこのように短期間しか存在していないが、事業そのものは他の事業者によって1906年（明治39年）より開始されている。本項ではその前身時代についても記述する。

## 沿革

### 大阪電灯時代
佐世保市にて最初に電気事業を始めたのは大阪電灯株式会社である。同社は大阪市に本社を置く電力会社であるが、市内福石免（福石町）に佐世保支店を置いて事業を行っていた。
この大阪電灯は、福岡県門司市（現・北九州市）に対する事業権を買収の上門司支店を設置して1902年（明治35年）より供給を開始し、九州進出を果していたが、続いて翌1903年（明治36年）10月に佐世保市における電気事業の認可を申請した。その佐世保市では、市営による電灯供給事業の計画を前身とする民間の電灯会社設立が発起されており、大阪電灯の申請は競願となった。さらに長崎市の長崎電灯（後の長崎電気瓦斯）も佐世保市への進出を図るが、競願の結果大阪電灯が営業にあたることとなり、1905年（明治38年）7月大阪電灯に事業が許可された。
大阪電灯では1906年（明治39年）4月に電気工事施行の認可を受けるとただちに工事を開始し、同年8月より事業を開始した。電源は市内福石免に新設の火力発電所（佐世保発電所、福石町発電所とも）で、蒸気機関を原動機としてゼネラル・エレクトリック (GE) 製120キロワット交流発電機2台にて発電。事業は開業から3か月で4,447灯の電灯を供給するまでになった。
1907年（明治40年）8月、供給増で供給力不足に陥ったため応急措置として発電所に発電機をもう1台増設した。その後は順調に事業が進むが、1908年（明治41年）3月になって休灯問題が発生する。佐世保市は軍港があったことから日露戦争中は商業が大いに栄えたが、反動で戦後のこの時期にはまったくの不況となってしまっていた。そこで商業組合が電灯料金の3割減を要求し始めたのがこの問題の発端である。組合と大阪電灯佐世保支店の間で交渉が行われたものの、会社側が値下げ要求を一切拒否した結果、商業組合員が休灯運動を起こすに至る。運動は組合員の演説会や宣伝ビラ配布によって一般市民にも波及し、当時の佐世保支店管内の電灯取付数6,328灯のうち、休止申込みは約2,500灯、戸数にして750戸に達した。結局会社側が料金を5銭引き下げると妥協し、この問題は5月になって解決した。
休灯問題が沈静化すると再び新規需要が増加し、それに伴って供給力増強が必要となったことから1910年（明治43年）3月発電所に4台目の発電機を増設している。さらに翌1911年（明治44年）以降、発電所の出力は530キロワットとされた。

### 京都電気時代
1911年12月、大阪電灯佐世保支店の事業は京都電気株式会社に買収された。事業を引き継いだ京都電気では佐世保支店（佐世保市戸尾町に所在）を設置している。なお事業を買収した会社を京都電灯とする資料があるが（『大阪電灯株式会社沿革史』など）、誤りである。
京都電気は京都市の会社で、京都電灯が独占する京都市内の電気事業に参入すべく1911年1月に資本金200万円にて設立された。同社は事業開始に向けて準備する傍らで、当面の運転資金を得るべく大阪電灯佐世保支店を買収しこの事業による利益を充てることとした。買収金額は57万5,000円。買収時点での電灯取付個数は1万1,088灯であった。京都電気時代には、市内80か所に寄付灯を取り付ける、料金を引き下げるといった市との融和策が採られた。
京都電気の新規参入を防ぐべく京都電灯が動いたことで、翌1912年（大正元年）11月に京都電気の事業は未開業のまま京都電灯に買収された。ただし佐世保支店の事業については後述のように直前に佐世保電気へと譲渡されており京都電灯の手には渡っていない。

### 佐世保電気時代

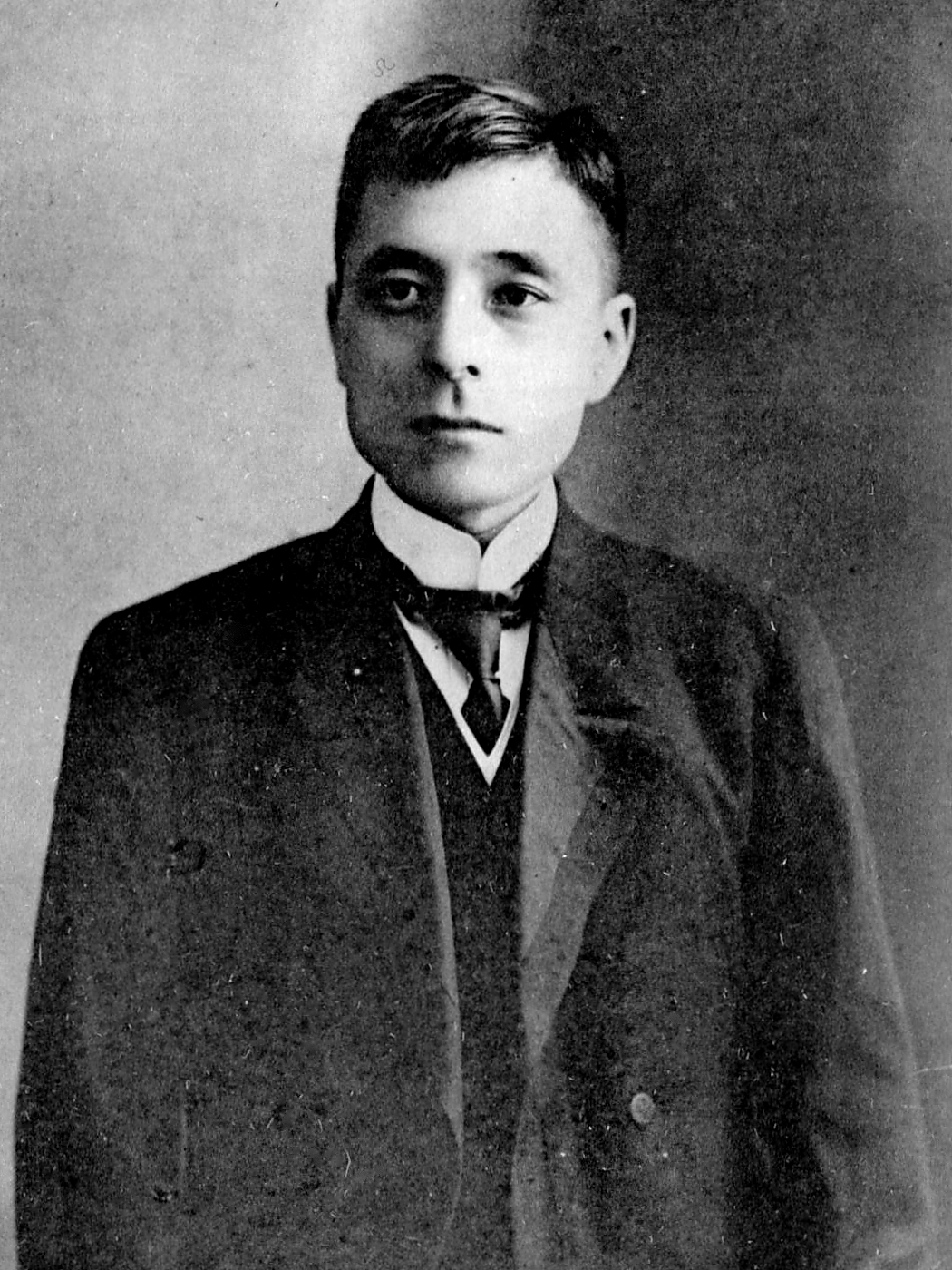
佐世保電気社長福澤桃介

京都電気佐世保支店の事業を買収した佐世保電気株式会社は、事業の受け皿として福澤桃介・松永安左エ門らによって発起され、1912年10月17日佐世保市福石町に資本金100万円（25万円払込）にて設立された。社長に福澤、取締役に松永らが就いた。当時、福澤は福岡市に本社を置く電力会社九州電灯鉄道の相談役、松永は同社常務取締役であった。
佐世保電気による経営の期間は短く、翌1913年（大正2年）9月15日、佐世保電気と上記の九州電灯鉄道との間で合併契約が締結された。合併に際しての存続会社は九州電灯鉄道側で、同社は増資の上、佐世保電気の株主に対し同社株式計2万株（額面50円のうち30円払込み）と九州電灯鉄道の新株1万8,082株（額面50円のうち25円払込み）を交換する、という合併条件であった。合併契約は30日の株主総会で承認されるが、佐世保電気側の一部株主には、将来有望の会社であったにもかかわらず合併条件が悪いため合併延期を希望する、と主張する者がいたという。
1913年11月30日、九州電灯鉄道にて合併報告総会が開かれ合併手続きが完了した。このとき、同じ長崎県の大村・諫早地方を供給区域としていた大諫電灯も合併されている。九州電灯鉄道の長崎県進出はこの後も続き、1916年（大正5年）には長崎電気瓦斯も合併された。この間の1914年（大正3年）8月、送電線と佐世保変電所が完成し、佐賀県の川上川（嘉瀬川）にある水力発電所から佐世保への電力供給が開始されたことで、佐世保発電所（当時出力530キロワット）は廃止となった。
佐世保電気の合併から8年半後の1922年（大正11年）、九州電灯鉄道は名古屋市の電力会社関西電気（旧名古屋電灯）と合併、東京に本社を置く東邦電力株式会社が成立した。佐世保市では、東邦電力の時代には同社佐世保支店が設置されていた。

## 供給区域
1912年（大正元年）末時点における佐世保電気の供給区域は以下の通り。いずれも長崎県内である。
- 佐世保市
- 東彼杵郡日宇村・早岐村・折尾瀬村・広田村・江上村・崎針尾村（現・佐世保市）
- 西彼杵郡大串村・瀬川村・面高村（現・西海市）
- 北松浦郡
  - 山口村・中里村・皆瀬村・大野村・柚木村・世知原村・江迎村・小佐々村（現・佐世保市）
  - 佐々村（現・佐々町）
  - 今福村・調川村・志佐村・御厨村（現・松浦市）

これら23市町村のうち、1912年末時点で実際に供給が開始されていたのは佐世保市・日宇村・早岐村・山口村・中里村・皆瀬村・大野村のみで、ほかの地域は未開業であった。佐世保市は1905年の大阪電灯による事業許可当初からの供給区域で、日宇村・早岐村は1907年（明治40年）9月、山口・中里・皆瀬・大野の4村は1910年（明治43年）という大阪電灯の時代に供給区域へ編入されている。供給実績は1912年の時点で、電灯需要家数4,142戸・電灯数1万4,828灯であった。

## 発電所
1912年末時点における発電所（佐世保発電所。福石町発電所とも）の主要設備は以下の通り。
- ボイラー： 6台
- 蒸気機関： 200馬力×5台
- 発電機：
  - 種類： 単相交流発電機
  - 容量： 90キロボルトアンペア×1台、100キロボルトアンペア×2台、120キロボルトアンペア×2台
  - 製造者： ゼネラル・エレクトリック (GE)
  - 電圧： 1,150ボルト
  - 周波数： 125ヘルツ
- 発電所出力： 530キロワット
- 燃料： 石炭（柚木産切込炭）[22]